# Bembo (carattere)
Il Bembo è un carattere tipografico creato da Francesco Griffo da Bologna per l'edizione del De Aetna di Pietro Bembo. L'opera fu stampata per i tipi di Aldo Manuzio nel febbraio 1496. Il carattere Bembo fin dal suo apparire è diventato il modello per molti altri tipi di carattere, influenzando generazioni di stampatori, tra cui Claude Garamond, e molti altri sia prima che dopo di lui.
Nel 1499 il Bembo venne utilizzato da Manuzio per la stampa della Hypnerotomachia Poliphili, opera attribuita a Francesco Colonna.
Il Griffo si basò sulla grafia manoscritta dello stesso Pietro Bembo per creare un carattere che donava alle pagine una nuova armonia, meno compatta e più ariosa rispetto ai modelli precedenti. Il risultato fu una grande leggibilità che contribuì alla popolarità del nuovo carattere ed alla sua larga diffusione.
Il nuovo carattere assunse anche un valore simbolico, rappresentando l'amore e la devozione degli umanisti rinascimentali per la cultura classica, in contrapposizione ai caratteri gotici, identificati con il mondo barbarico che era stato corresponsabile del tramonto della civiltà romana.